# Лисиничі (село)
Ли́синичі — село у складі Львівської міської територіальної громади. Розташоване на північних схилах низькогірного пасма Львівське плато, які спускаються у долину річки Полтви. Із заходу до Лисинич прилягають львівські передмістя, з північного сходу — забудови села Підбірці, а з південного сходу — міста Винники.

## Назва
Існує декілька версій походження назви «Лисиничі». За однією з них, первісна назва «Лісиничі» походить від слова «ліс», бо в давнину тут був дрімучий мішаний ліс. За іншою, у довколишні ліси приїжджала шляхта полювати на лисів, що й дало назву селу. Натомість, В. Лаба, посилаючись на топонімічні дослідження О. Купчинського, стверджує, що назви поселень із закінченнями на «-ичі», які виникали приблизно у VII—VIII століттях, зазвичай походять від назв родів. Тобто, Лисиничі заснували нащадки якогось Лисина — людини, яку прозвали лисом за особливі риси характеру.
Лисиничі та Винники з околицями милують око своїми мальовничими краєвидами, тому в деяких джерелах цю місцевість називають «львівською Швейцарією»..

## Історія
Лисиничі розташовані біля підніжжя Чотової скелі (інакше Чатової, 414 м над рівнем моря), історія села невід'ємно пов'язана з нею.
Вперше Лисиничі згадано в письмових джерелах у 1411 році, коли Мичко з Куликова заклав у Львові каплицю св. Михайла і записав її разом із селом Лисиничі львівським домініканцям. Посідачем частини села був боярин Бенко (Бенько, Бенедикт) з Кухар.
У пізніші часи було висунуто не одну гіпотезу про існування на території Лисинич значно давніших поселень. Львівський історик Людвік Зелінський у XIX століттs, досліджуючи територію Чотової скелі, писав у журналі «Lwowianin» про знайдені там руїни поганського замку, побудованого у VIII столітті. У XVII столітті львівська монахиня, а наприкінці XVIII століття якась міщанка Ґертруда розповідали, що вони особисто бачили на скелі руїни старовинних мурів і замку.
У середині XIX століття дослідник історії Галицько-Волинського князівства Ісидор Шараневич стверджував, що первісний Львів повинен був лежати на Чотовій скелі, бо це найвище місце, звідки можна було побачити сяйво палаючого Холма в 1256 році. Цю сенсаційну гіпотезу Шараневича не підтримали сучасники. Однак нещодавні археологічні розкопки, проведені на території Чотових скель фахівцями Інституту українознавства імені І. Крип'якевича НАН України, відкрили найдавніший мисливський табір-поселення на теренах сучасного Львова, знайшли залишки матеріальної культури часів короля Данила. Тепер, у зв'язку з виявленням давньосередньовічної кераміки, варто повернутися до такого припущення.
Про Лисиничі згадує у своєму подорожньому щоденнику за 1670—1672 роки Ульріх фон Вердум:
|  | З руського Львова через глибокі дороги й порослі чагарями гори до Лисинич одна миля. Це заїзд над дорогою, а село з цією ж назвою лежить правіше, біля підніжжя зарослої гори. |

У середині XV століття село Лисиничі було власністю Дуслава Лисиницького, якого 1444 року було звинувачено в пограбуванні кам'янецьких купців, що їхали до Львова з товаром. У той час через Лисиничі проїжджало чимало купців і з навколишніх місцевостей, і з усіх кінців Європи та Азії. Адже Львів у XV столітті був важливим соціально-економічним і торговим центром, а через Лисиничі пролягав торговий шлях, названий Глинянським (сучасна вул. Тракт Глинянський), що з'єднував Львів з Глинянами.
Наприкінці XV століття Лисиничі стають власністю Добеслава Висоцького, який 1496 року, одержавши за своєю дружиною придане, вклав його у розвиток лисиницького феодального маєтку.
У XV—XVI століттях Чотова скеля з лісом належала дрібній шляхетській родині Сапоровських. Наприкінці XVI століття шляхтянка Катерина Сапоровська подарувала лисиничівський ліс разом зі скелею львівським монахиням-бенедиктинкам.
У XVII столітті в лісі часто переховувалися міщани і передміщани Львова, переслідувані львівським патриціатом і судом. В лісистих околицях Чотової скелі збиралися загони повсталих селян, які нападали на шляхту і багатих купців на Глинянській дорозі.
У часи війни 1648—1676 років під проводом Богдана Хмельницького Лисиничі були одним із ключових пунктів наступу на Львів. Меморіальна таблиця, встановлена на місцевому будинку «Просвіти», свідчить, що в околицях села, на полях, у 1648 році був розташований табір Б. Хмельницького, військо якого облягало Львів. Звідти й пішла назва урочища Табори. У 1655 році біля Чортової скелі знову проходили українські війська під час другої облоги Львова.
1672 року з наступом великої татарсько-турецької армії на Львів частина селян з навколишніх сіл і деякі передміщани Львова переховувалися зі своїми сім'ями та майном в лісах біля Чотової скелі. 1675 року відбулася битва під Лисиничами між військами Речі Посполитої і татарами. Під час останнього набігу татар на Львів у 1695 році за дорученням оборонців Львова розвідник кілька ночей спостерігав з Чортової скелі за пересуванням татарських орд.
З кінця XVIII століття до Лисинич на Чотову скелю почали поступово приїжджати на відпочинок городяни Львова, а на початку і в середині XIX століття скеля стала улюбленим місцем відпочинку багатьох львів'ян. Горою стали цікавитися історики, краєзнавці, туристи. Так Лисиничі стали важливим відпочинковим та культурним осередком Львівщини.
У XIX та на початку XX століття на Чотовій скелі бували діячі культури і науки: відомі галицькі просвітителі, учасники «Руської Трійці» Маркіян Шашкевич, Іван Вагилевич, Яків Головацький, художники Корнило Устиянович, Артур Ґроттґер, письменники Іван Франко, Михайло Павлик, Марія Конопницька, історики Денис Зубрицький, Ісидор Шараневич, Юліан Целевич.
Про підприємливість місцевих селян свідчить те, що 1847 року в селі було 5 шинків. Наприкінці XIX століття у селі діяли броварня і три тютюнові крамниці.
1881 року орден бенедиктинок збудував поблизу Чотових скель монастир, у якому в літній період жили черниці, в 1888 році там же було споруджено костел.
В цей час монахиня-бенедиктинка Йозефа Кун провела на скелю східці із поручнями, а на самому вершечку поставила дерев'яну альтанку з верандою.
На початку XX століття відвідування цього місця продовжувалися. Часто відпочивали біля підніжжя скелі художники Олекса Новаківський, Іван Труш, Осип Курилас, Олена Кульчицька, композитори Анатоль Вахнянин, Філарет Колесса, співачка світової слави Соломія Крушельницька, етнографи Володимир Гнатюк, Володимир Шухевич, письменники Наталія Кобринська, Василь Стефаник та багато інших.
З початком Першої світової війни на території лисиничівського лісу проводили військові вишколи новобранці УСС. Після проголошення ЗУНР з кінця листопада 1918 року на території Лисиничів точилися бої за Львів між УГА та польською армією. На вершині Чотових скель у 1919 році знаходився обсерваційний пункт української артилерії; українці боронили гору тривалий час.
18 вересня 2011 року село урочисто відзначило 600-річницю з дня свого заснування та 100-ліття встановлення пам'ятника Тарасові Шевченку — перший в Україні громадський пам'ятник Кобзареві.

## Населення

### Мова
Розподіл населення за рідною мовою за даними перепису 2001 року:
| Мова            | Кількість | Відсоток |
| --------------- | --------- | -------- |
| українська      | 2338      | 99,71%   |
| російська       | 5         | 0,21%    |
| білоруська      | 1         | 0,04%    |
| інші/не вказали | 1         | 0,04%    |
| Усього          | 2345      | 100%     |

## Мікротопоніми

### Назви частин села
- Горіші – частина села на півдні, що простягається вздовж головної дороги від центру села до його закінчення, де розташовані людські поселення. Мікротопонім утворено синтаксичним способом від однойменного словосполучення, де опорним компонентом є апелятив кінець — «крайній пункт, межа протяглості предмета, площини тощо, а також те, що прилягає до такого пункту, межі»[12][13].
- Підліски – великий простір, порослий лісом: Ліс, Під Лісом.
- Ко́ло Клу́бу — автобусна зупинка поблизу Народного дому (клубу). Мікротопонім утворено синтаксичним способом від апелятива клуб у значенні «будинок, приміщення таких організацій» з додаванням просторового прийменника коло[14].
- Могилиці – мікротопонім утворений від множинного апелятива могилиця. Мотивується назва тим, що раніше на цій території був старий цвинтар. Або ж Качмарівка: «Частина села. Від антропонімний мікротопонім, мотивований прізвищем/прізвиськом Качмар.
- Липи – фітолексема «липа», дерева з серцеподібним зубчастим листям і жовтим пахучим медоносним цвітом (СУМ ІV, с. 457) представлена на аналізованій місцевості поодинокими прикладами: Під Лúпами (старий цвинтар). Це тлумачення походження дослідники розширюють народними трактуваннями. Зокрема, Н. Сокіл-Клепар зазначає, що в селі Лисиничі, Пустомитівського райо, Львівської області існує таке поняття, як «віднести в липи», тобто завершити свій земний шлях [Cокіл-Клепар 2021, с. 412].
- Коло Матінки Божої — кам'яна фігура, що розташована на перехресті доріг у центрально-західній частині села. Утворено синтаксичним способом від словосполучення, у якому антропонім Матір Божа має значенням «статуя у вигляді Діви Марії»[14].
- Кут – вулиця, що розташована на заході села, точніше на його «куті». Мікротопонім утворено лексико-семантичним способом від апелятива кут — «певна частина (кінець) села».
- Клімачівка.
- На Стадіо́ні — футбольне поле, розташоване за школою. Назва утворилася синтаксичним способом від однойменного апелятивного утворення, вихідне значення якого «місце на спортивному майданчику»[15].
- Радгосп або Колгоспний Сад — сад, який розташований неподалік колишнього колгоспу. Мікротопонім утворено синтаксичним способом від однойменного словосполучення, де опорним словом виступає сад, із значенням «який ґрунтується на колективній формі сільського господарства»[16]).
- Пробоство — будинок священника.
- Новий цвинтар — мікротопонім утворений семантичним способом від апелятива цвинтар («місце, відведене для поховання померлих; кладовище» [17]) та атрибутива новий. Атрибутив новий указує на відносно недавню появу в селі цього цвинтаря. Збудували «за України» або у 1970-1980-х роках. Розташований у центральній частині села, біля дороги.
- Старий цвинтар — мікротопонім утворений семантичним способом від апелятива цвинтар («місце, відведене для поховання померлих; цвинтар»[17]) та атрибутива старий, що вказує на древність цього цвинтаря. Розташований «коло церкви». На цьому цвинтарі тепер нікого не ховають, а ховають на Новому.
- Гриць — мікротопонім походить від імені власника.
- Кооператива у Вітаса — магазин, розташований у центрі села біля Козацької Могили. Мікротопонім утворений синтаксичним способом від поєднання антропоніма Вітас (прізвище власника) та апелятива кооператива — діалектного відповідника до кооператив, що означає «кооперативна крамниця»[18].
- До Клубу — мікротопонім утворений синтаксичним способом: поєднанням прийменника, що вказує на напрям руху (до), та іменника клуб із семантикою «громадська організація, що об'єднує людей певного кола, професії для спільного відпочинку, розваг, занять спортом і т. ін.» [19][20]. Так у селі називають Народний дім. Розташований у центральній частині села.

## Культура
В 1903 році в Лисиничах було засновано осередок спортивного товариства «Сокіл».
З 1909 року в Лисиничах діяла читальня «Просвіти», яка вела активну культурно-просвітницьку діяльність.
З ініціативи місцевих мешканців, 1910 року в селі створено духовий оркестр, який існує й досі, зберігаючи родинні традиції впродовж п'яти поколінь. За свою діяльність оркестр отримав звання народного. В 1924 році в Лисиничах було засновано хор.

### Церкви
В селі діє церква святої Параскевії (УГКЦ), збудована в 1889 році. В 1990 році в Лисиничах було збудовано каплицю Покрови Божої Матері (ПЦУ), а в 2002 році — церкву Покрови Божої Матері (ПЦУ). У теперішній школі був жіночий монастир. Біля нього була фігура Матері Божої. У 1950 роках фігура перенесена на подвір'я біля церкви святої Параскевії.

### Освіта
В Лисиничах діє неповна середня школа, з 1940 року розміщена в колишній літній резиденції бенедиктинок.
Функціонує в Лисиничах також й дитячо-юнацький футбольний клуб «Скеля», основу якого складають місцеві лисинецькі гравці.

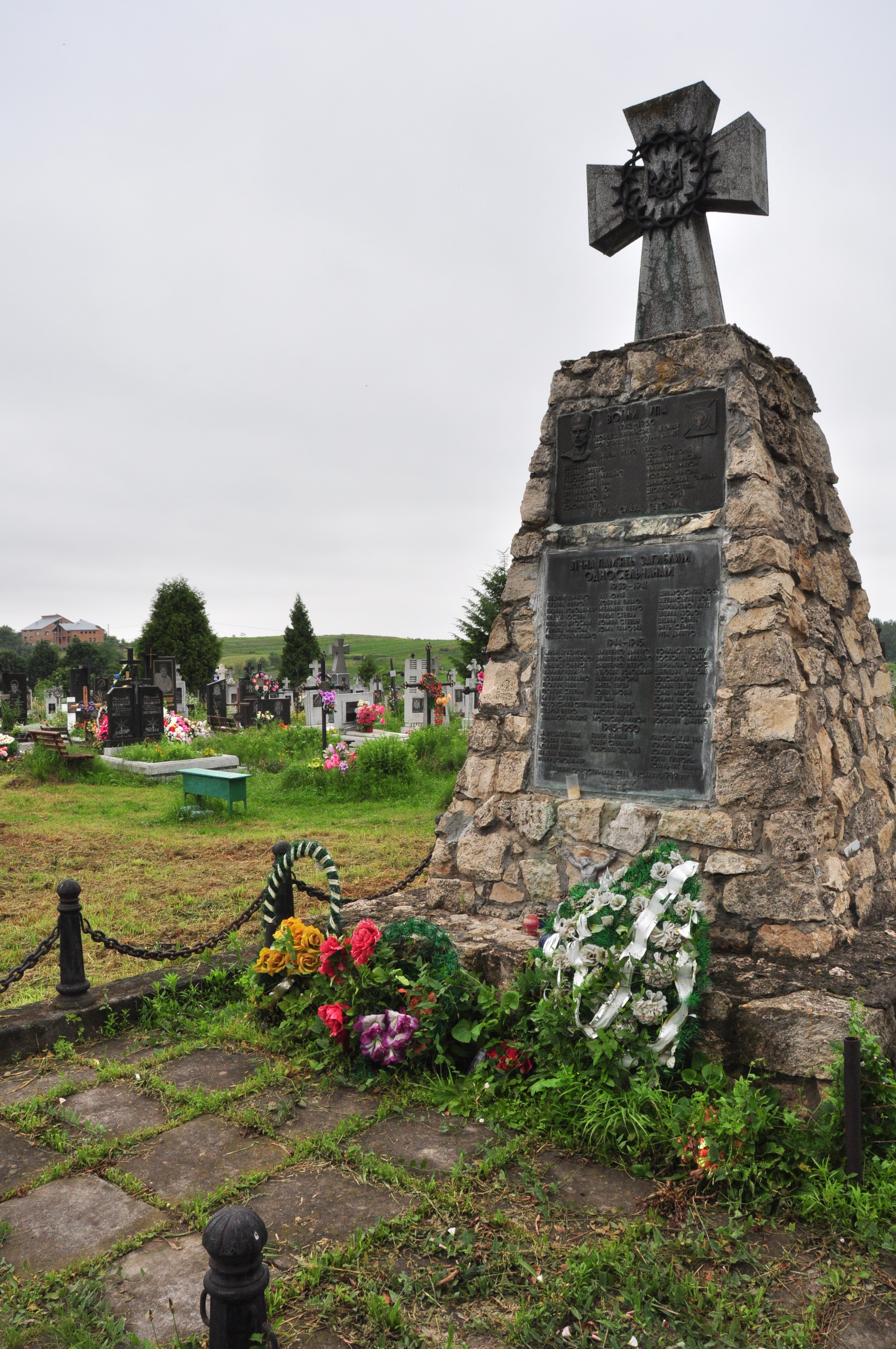
Пам'ятник бійцям УПА та загиблим односельцям на цвинтарі в с. Лисиничі

## Визначні пам'ятки
З ініціативи лисиничівської читальні «Просвіти» та на кошти сільської громади в Лисиничах було встановлено пам'ятник Тарасу Шевченкові — перший в Україні громадський пам'ятник Кобзареві. Відкриття відбулося 17 вересня 1911 року до 50-ліття від дня смерті поета. Спочатку пам'ятник мав вигляд увінчаної хрестом піраміди з вмонтованим порцеляновим портретом Кобзаря і нагадував первісну могилу Т. Шевченка на Чернечій горі. До 100-ліття з дня смерті поета хрест і портрет зняли, а на вершечку піраміди встановили бронзове погруддя.
30 жовтня 2005 року в Лисиничах було відкрито пам'ятник одному з видатних діячів української історії, творцеві Листопадової революції 1918 року Петрові Бубелі. Пам'ятник створив випускник Львівського державного коледжу декоративного та ужиткового мистецтва імені І. Труша Назар Пилип'як з ініціативи та за сприяння викладача коледжу, заслуженого діяча мистецтв України Тараса Драгана та директора коледжу Василя Отковича.

## Родини
В селі проживають родини: Банах, Бедрій, Бриндас, Бубела, Вагеман, Вендиш, Волошин, Волчак, Гадуп'як, Горинь, Грацонь, Драган, Дума, Кіцик, Ключковський, Костюк, Кренцель, Кобрин, Федорів, Маланчук, Машталер, Рожик, Огірко Пелешак, Петрашко, Поліщак, Понкало, Семіон, Бойко, Смереканич, Стасишин, Ціцяла, Хамуляк, Ходоровських, Дем'янчук, Боніщук, Кухар, Хом'як, Мороз, Стосик, Микитин, Данилів, Андрес, Нікішин, Захарчук, Прочко, Хомик, Стойко, Петришин, Познанський

## Відомі люди

### Народилися
- Басса Пилип — український актор, диригент, скрипаль, музикознавець, співак-аматор.
- Бубела Петро Іванович — український військовий діяч, отаман УГА.
- Драган Тарас Миколайович — український художник, заслужений діяч мистецтв України, член НСХУ

### Пов'язані з селом
- Йолтуховський Микола Павлович — український краєзнавець, навчався у місцевій школі.

## Світлини

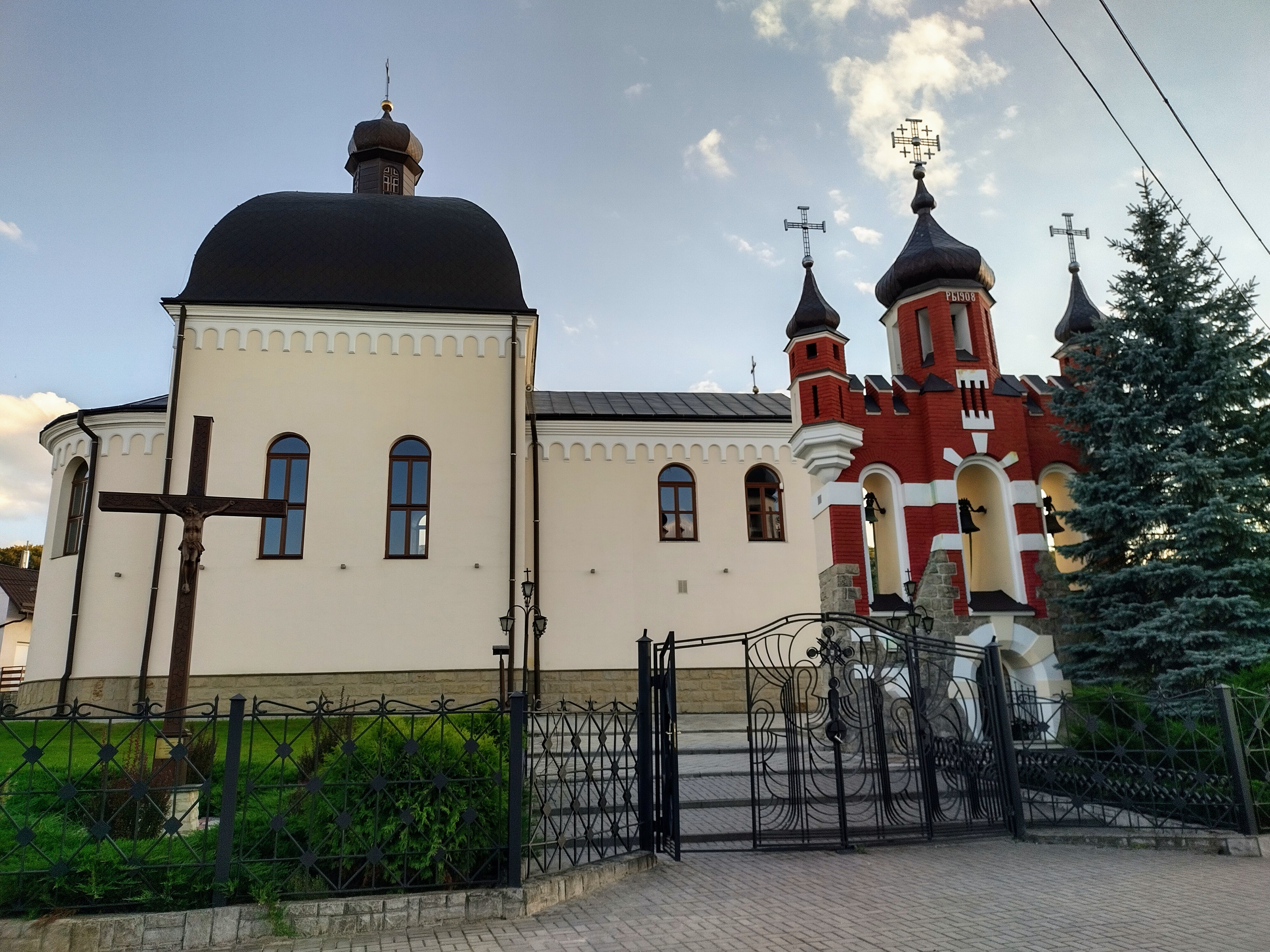
Церква Святої Великомучениці Параскевії П'ятниці
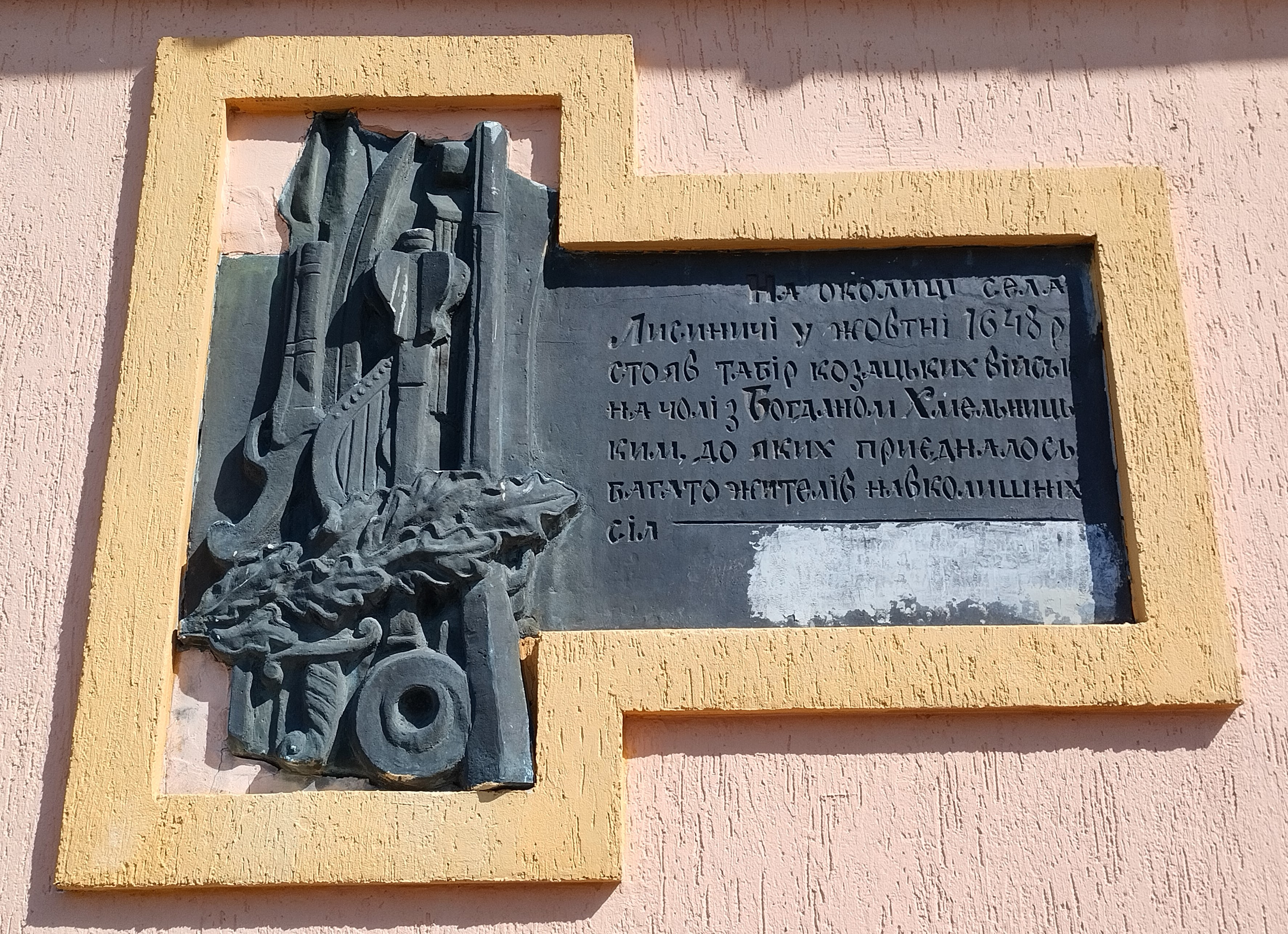
Меморіальна таблиця на честь подій Хмельниччини 1648 року
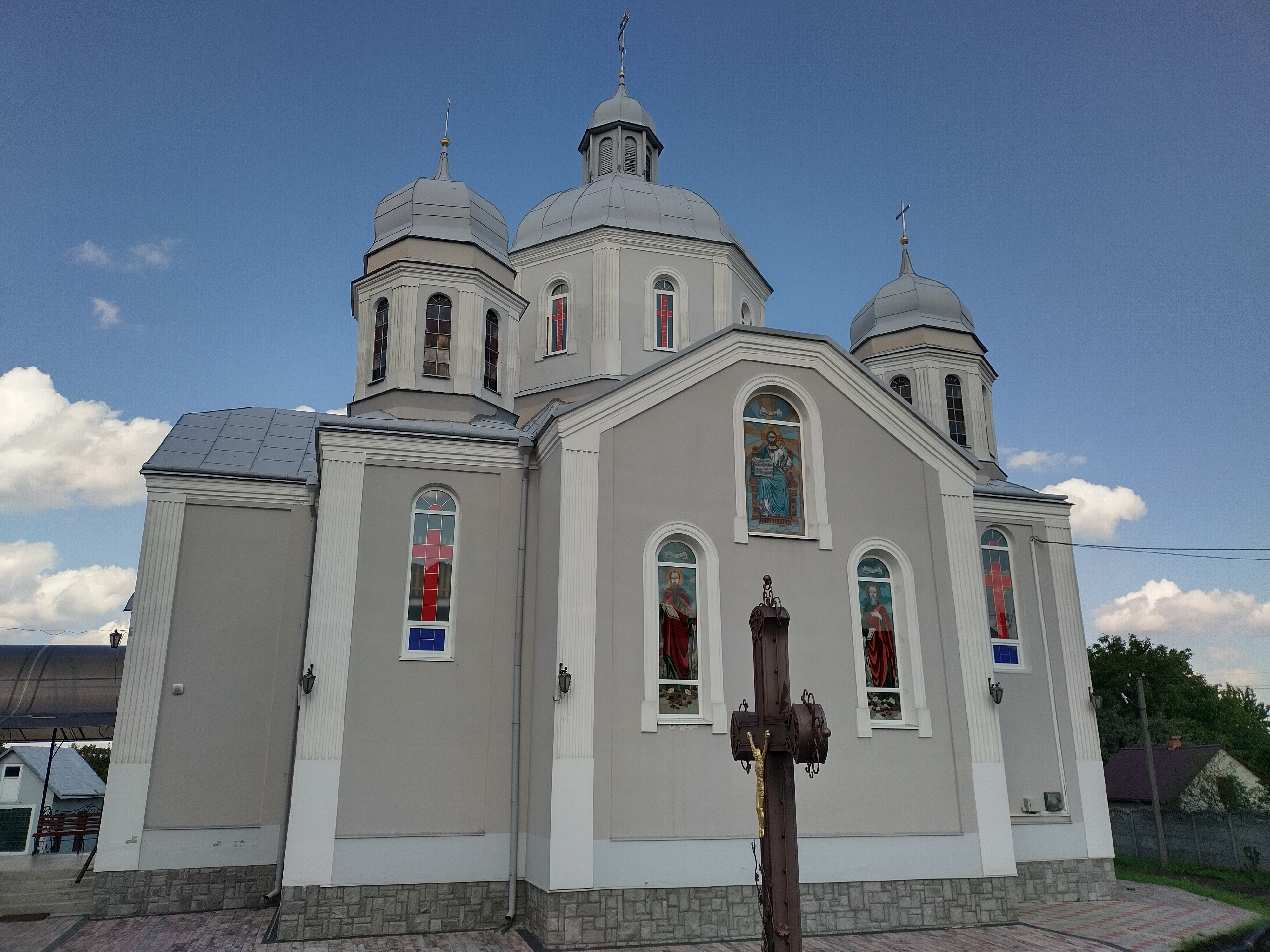
Церква Покрови Пресвятої Богородиці
Пам'ятник Петру Бубелі
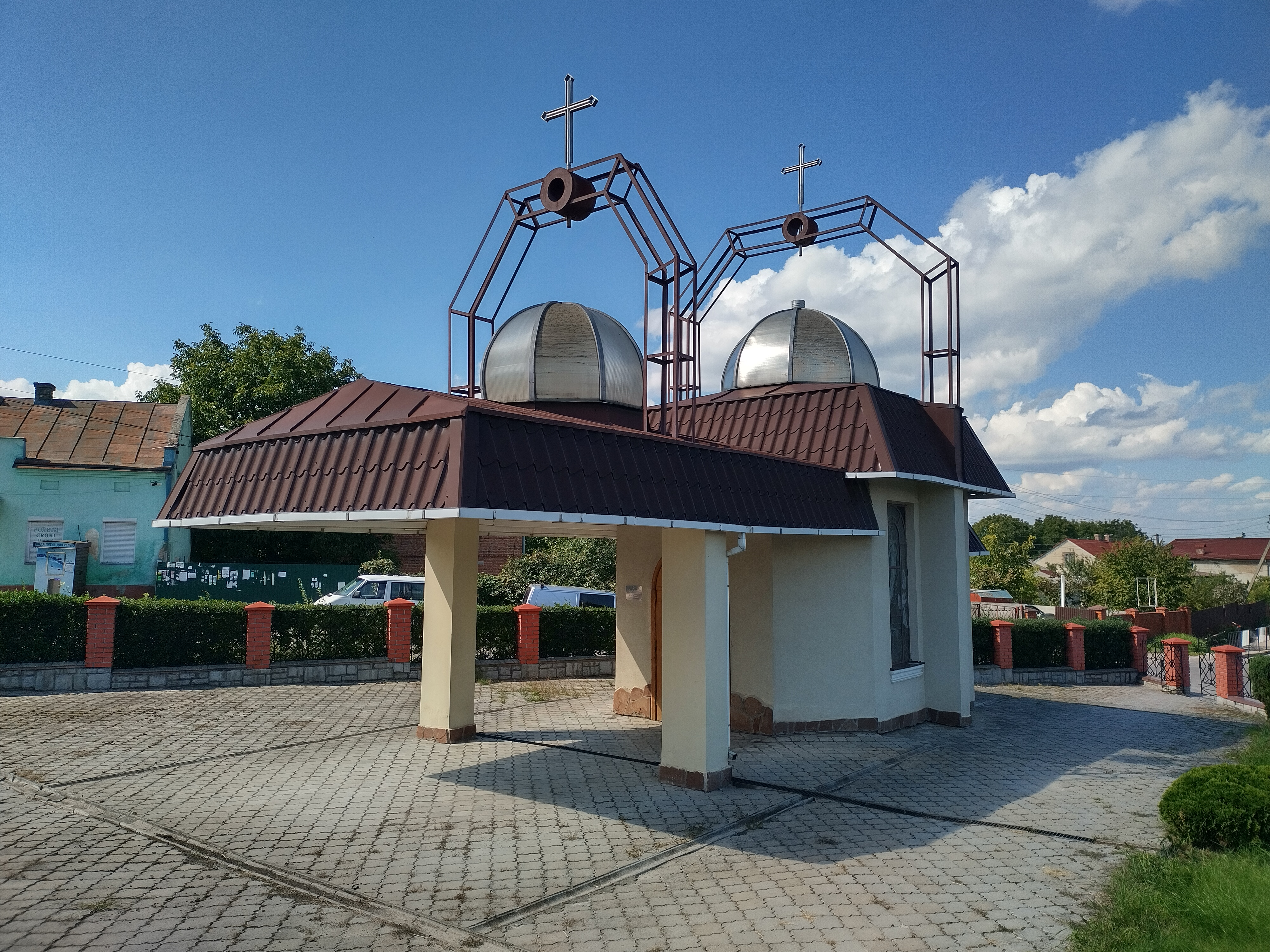
Каплиця на честь перебування у Львові Івана Павла II